# Watertoren (Eindhoven Antoon Coolenlaan)
De nieuwe watertoren in Eindhoven, ook wel de waterbollen genoemd, is ontworpen door W.G. Quist en gebouwd in 1970.
De watertoren heeft een hoogte van 43,45 meter en heeft drie bolvormige waterreservoirs van elk 500 m³, wat de drie torens samen tot de grootste watertoren van Nederland maakt.
Het complex bevindt zich op het terrein van het waterleidingbedrijf Brabant Water aan de Antoon Coolenlaan in het stadsdeel Stratum.

## Geschiedenis
Eind jaren zestig kampte de oudere watertoren aan de Willem Elschotlaan met een enorm capaciteitsgebrek. De toren kon de groeiende vraag niet meer aan, en was bovendien erg in verval geraakt. Er werd besloten om aan de Antoon Coolenlaan, om de hoek van de bestaande toren, een geheel nieuw ontwerp te realiseren.